# NGC 1142
NGC 1142 je galaksija u zviježđu Kit.

## Vanjske poveznice
- SEDS: NGC 1142